# نورا الصقلي
نورا الصقلي (مواليد 26 يونيو 1974) ممثلة مغربية، خريجة المعهد العالي للفن المسرحي والتنشيط الثقافي شاركت في العديد من الأفلام التلفزية من بينها لمحاين د الحساين وسلسلة «جحا يا جحا» وسلسلة بنات لالة منانة التي حققت نجاحا كبيرا ولعبت فيها دور بهية المرأة الحازمة والمتعقلة التي تحاول حماية اختيها. بالإضافة إلى بعض الأفلام السينمائية.كما حازت على جائزة أفضل ممثلة لسنة 2024 و لسنة 2025

## السيرة الذاتية
وُلدت نورا الصقلي وترعرعت بمدينة أصيلة رغم أن أصولها تعود إلى منطقة الريف وبالضبط مدينة الناظور. أكملت دراستها الابتدائية والثانوية قبل أن تلتحق بالمعهد العالي للفنون المسرحي والتنشيط الثقافي بالرباط لإكمال مسيرتها الدراسية وبدء مسيرتها الفنية بلعبها لأدوار في مسلسلات وأفلام مغربية، كما أسست نورا فرقة مسرحية نسائية بمشاركة الفنانة «سامية اقريو» تحت اسم «طاكون». والتي كانت وراء مسرحية بنات لالة منانة وكذالك السلسلة التلفزية التي حملت نفس الاسم وعرضت على القناة الثانية دوزيم.

## أعمالها
- مسلسل من دار لدار (1996)
- مسرحية زنقة 14 (1997)
- فيلم النية تغلب (فيلم) (2000)
- سيت كوم أنا وياك (2004)
- مسلسل خط الرجعة (2005)
- مسرحية بنات لالة منانة
- فيلم محاين د الحسين (فيلم) (2005)
- مسلسل جحا يا جحا (2010)
- مسلسل الحسين والصافية (2011)
- مسلسل بنات لالة منانة (2012)[بحاجة لمصدر]
- مسلسل بنات لالة منانة 2 (2013)
- مسلسل دار الغزلان الجزء الأول والثاني بدور امينة
- مسلسل سر المرجان الجزء الأول والثاني بدور اسية
- سيتكوم بنكالو (ممثل+سيناريست) بدور سماهان
- فيلم العاطي الله (الخياطة - ضيفة شرف)
- فيلم حجاب الحب
- مسلسل ساعة في الجحيم
- فيلم مطعم صوفيا
- مسرحية ناكر لحسان
- فيلم أستر ماستر الله
- مسلسل المصابون
- مسلسل أبواب النوافد
- لوزين
- باب البحر بدور ندى
- فيلم المشهد الاخير
- ياقوت وعنبر[3] بدور عنبر(2020)
- كلنا مغاربة (مسلسل) بدور شافية (2021)
- بغيت حياتك بدور سهام(2022)
- دار النسا بدور أمينة (2024)
- الشرقي والغربي بدور لالة خدوج(2025)

## وصلات خارجية
- نورا الصقلي على موقع IMDb (الإنجليزية)
- نورا الصقلي على موقع قاعدة بيانات الأفلام العربية
- نورا الصقلي على موقع كينوبويسك (الروسية)